# Achim Sidorov
Achim Sidorov (n. 24 august 1936, Crișan, România) este un canoist⁠(d) român de sprint care a concurat la sfârșitul anilor 1950 și începutul anilor 1960. A câștigat două medalii la Campionatele Mondiale ICF de canoe sprint⁠(d): o medalie de aur (C-2 1000 m: 1963⁠(d)) și una de argint (C-2 10000 m: 1958⁠(d)). Sidorov a terminat, de asemenea, pe locul 5 în proba C-2 1000 m la Jocurile Olimpice de vară din 1964 de la Tokyo.
A fost component al clubului sportiv Dinamo București al Ministerului Afacerilor Interne și a deținut gradul de sublocotenent.

## Distincții
- Ordinul Muncii clasa a III-a (15 februarie 1963) „pentru victoriile obținute în anul 1962 pe plan internațional în întrecerile de rugbi și sporturi nautice”[4]
- Medalia „Meritul Sportiv” clasa I (8 mai 1968) „pentru contribuția deosebită adusă la dezvoltarea mișcării de cultură fizică și sport și pentru merite deosebite în activitatea sportivă de performanță, cu prilejul împlinirii a 20 de ani de la înființarea Clubului sportiv «Dinamo»-București al Ministerului Afacerilor Interne”[3]